# 帕拉爾卡區
15°12′58″S 73°27′54″W / 15.2162°S 73.4649°W
帕拉爾卡區（西班牙語：Distrito de Pararca），是秘魯的一個區，位於該國中南部阿亞庫喬大區的保卡爾德爾薩拉薩拉省，面積57.9平方公里，海拔高度3,010米，2005年人口628，人口密度每平方公里11人。